# Рогатец над Желимљами
Рогатец над Желимљами (словен. Rogatec nad Želimljami) је насељено место у општини Иг, Средњесловенска регија, Словенија.

## Историја
До територијалне реорганизације у Словенији био је у саставу града Љубљане, односно старе општине Вич–Рудник.

## Становништво
У попису становништва из 2011. године, Рогатец над Желимљами је имао 26 становника.
| Број становника према пописима | Број становника према пописима | Број становника према пописима |
| ------------------------------ | ------------------------------ | ------------------------------ |
| 1991                           | 2002                           | 2011                           |
| 9                              | 17                             | 26                             |

Напомена: До 1955. исказивано под именом Рогатец.